# 메라 남 메리 해
메라 남 메리 해(Mera Naam Mary Hai)는 2015년에 개봉한 인도의 영화 《브라더스》의 아이템송이다. 인도의 가수 친마이(Chinmayi)가 불렀다. 카리나 카푸르와 싯다르트 말호트라가 출연했다.